# Mănăstirea Humorului
Mănăstirea Humorului – wieś w Rumunii, w okręgu Suczawa, w gminie Mănăstirea Humorului. W 2011 roku liczyła 2108 mieszkańców. Wieś jest położona w okręgu Suczawa na Bukowinie, kilka kilometrów na północ od miasta Gura Humorului. Leży w dolinie rzeki Humor, przy drodze prowadzącej do polskich wsi Plesza i Pojana Mikuli.
We wsi znajduje się monastyr z malowaną cerkwią pod wezwaniem Zaśnięcia Bogurodzicy z pierwszej połowy XVI w., wpisaną wraz z innymi malowanymi cerkwiami Bukowiny na listę światowego dziedzictwa UNESCO. W pobliżu znajdują się też ruiny cerkwi należącej do wcześniejszego monastyru, ufundowanego na przełomie XIV i XV w.